# Edmund Adamkiewicz
Edmund Adamkiewicz "Adam" (Hamburgo, República de Weimar, 21 de abril de 1920 - 4 de abril de 1991), fue un futbolista alemán, destacado jugador en la década de los 40.
Durante dicha década jugó para equipos como el Hamburgo SV o el Eintracht Fráncfort, siendo internacional en dos ocasiones con la selección de fútbol de Alemania en 1942, llegando a anotar un gol. Se retiró en 1952.

## Clubes
| Club                  | País             | Año         |
| --------------------- | ---------------- | ----------- |
| Viktoria Wilhelmsburg | Alemania nazi    | 1936 - 1939 |
| Hamburgo SV           | Alemania nazi    | 1939 - 1943 |
| HSV Groß-Born         | Alemania nazi    | 1944        |
| Hamburgo SV           | Alemania         | 1945 - 1946 |
| Eintracht Fráncfort   | Alemania         | 1946 - 1947 |
| Hamburgo SV           | Alemania         | 1947 - 1951 |
| VfB Mühlberg          | Alemania Federal | 1952 - 1953 |
| Harburger TB          | Alemania Federal | 1953 - 1955 |